# Myšlín (tvrz, okres Praha-východ)
Myšlín je zaniklá tvrz nebo malý hrad poblíž stejnojmenné vesnice u Mnichovic v okrese Praha-východ. Její pozůstatky se nacházejí v areálu poplužního dvora (zámečku) východně od centra vesnice. Tvrziště je chráněno jako kulturní památka.

## Historie
Ačkoliv mají pozůstatky Myšlína charakter nevelkého tvrziště, bývalo sídlo v písemných pramenech často označováno také jako hrad. Příčinou je skutečnost, že jeho majitelé patřili k zámožné vrstvě obyvatel, která si v okolí Prahy budovala luxusní sídla (např. Tehov nebo Hradové Střimelice). Kvalitativní odlišnost stavby od běžných tvrzí a prestiž majitele tak vedly k označení sídla jako hradu.
Zakladatelem hradu byl nejspíš jeho první známý držitel, kterým byl roku 1371 připomínaný Mikuláš z Myšlína. Ještě v roce 1400 v Myšlíně sídlil jeho syn Petr, ale o rok později byl majitelem pražský purkrabí Vykéř z Myšlína. V roce 1433 Myšlín patřil k rozsáhlému majetku Zdeňka Kostky z Postupic, který jej v roce 1465 převedl na léno od Jiřího z Poděbrad. Koncem patnáctého století hrad vlastnil Albrecht Rendl z Oušavy a roku 1525 byl hrad pustý.

## Popis
Tvrziště leží severně od zámečku. Tvoří jej pahorek přibližně čtvercového půdorysu, který je obklopen suchým příkopem na jeho severní a západní straně. Včetně příkopu jsou rozměry tvrziště 23 × 23 metrů. Dochovaný dvůr v sousedství se snad nachází na místě bývalého předhradí nebo jiného hospodářského zázemí.